# Teminius conjuncta
Teminius conjuncta là một loài nhện trong họ Miturgidae.
Loài này thuộc chi Teminius. Teminius conjuncta được Richard C. Banks miêu tả năm 1914.